# 투타 겸업 선수
투타 겸업 선수 또는 투웨이 플레이어(two-way player)는 공격과 수비를 모두 해야 하는 스포츠(농구, 아이스하키 등)에서 두 가지 모두에 뛰어난 선수를 의미한다. 미식축구처럼 공격이나 수비에 특화되어 있거나, 야구처럼 투구 (야구)와 타격 (야구)에 특화되어 있는 스포츠에서는 두 가지 모두에 능한 선수를 의미한다.

## 농구
농구에서 투웨이 플레이어는 공격과 수비 모두에 뛰어난 선수를 의미한다.
전미 농구 협회(NBA) 최고의 투웨이 플레이어 중 일부는 NBA 올해의 수비 선수상을 수상했다. 마이클 조던, 하킴 올라주원, 데이비드 로빈슨, 케빈 가넷, 야니스 아데토쿤보는 선수 생활 중 NBA 올해의 수비 선수상(MVP)을 수상한 유일한 선수이다. 조던, 올라주원, 아데토쿤보는 같은 시즌에 두 상을 모두 수상했다.
전미 여자 농구 협회(WBA)에서 욜란다 그리피스, 셰릴 스웁스, 리사 레슬리, 로렌 잭슨, 캔디스 파커, 타미카 캐칭스, 실비아 파울스, 아자 윌슨은 WNBA 최우수 선수상과 WNBA 올해의 수비 선수상을 모두 수상했다. 그리피스, 스웁스, 레슬리, 잭슨, 윌슨은 같은 해에 두 상을 모두 수상했으며, 스웁스는 두 번이나 수상했다.

## 아이스하키
NHL(내셔널 하키 리그)에서 투웨이 포워드라는 용어는 공격과 수비를 모두 담당하는 포워드를 지칭한다. 최고의 투웨이 포워드에게는 프랭크 J. 셀케 트로피가 수여된다. 투웨이 디펜스맨이라는 용어는 공격에도 기여하는 수비수를 설명하는 데 사용된다. 때때로 선수는 선수 생활에서 수비수와 포워드를 모두 맡게 된다. 최근의 예로는 QMJHL 시절과 프로 데뷔 첫 두 시즌 동안 수비수로 활약했지만, 2022년 현재 포워드로 활약 중인 니콜라스 데슬라리에스(Nicolas Deslauriers)가 있다. 더스틴 바이푸글린(Dustin Byfuglien)은 주니어 시절 수비수로 커리어를 시작했지만, 시카고 블랙호크스에서 라이트 윙으로 포지션을 변경한 후 애틀랜타 스래셔스로 트레이드되면서 다시 수비수로 포지션을 변경했다. 브렌트 번스(Brent Burns)는 라이트 윙으로 시작했지만 수비수로 전향했고, 1년 동안 라이트 윙으로 활동하다가 다시 수비수로 돌아왔다.
하트 트로피(NHL MVP)와 노리스 트로피(올해의 수비 선수상)를 모두 수상한 선수는 단 두 명뿐이다. 바비 오어(Bobby Orr)가 세 번, 크리스 프롱거(Chris Pronger)가 한 번 수상했으며, 두 번 모두 같은 시즌에 수상했다.

## 야구
메이저 리그 베이스볼(MLB)에는 진정한 투수 겸 투수가 거의 없다. 대부분의 투수는 타율이 낮고, 야수들은 일반적으로 투구와 병행하지 않기 때문이다. 특히 아메리칸 리그에서는 1973년부터 지명타자(DH) 규정으로 인해 투수 대신 지명타자(DH)를 사용할 수 있게 되면서 투타 겸용 선수 제도가 거의 사라졌다. 이 규정 덕분에 오타니 쇼헤이는 투타 겸용 선수로, 투수와 타석에 각각 다른 날에 투구와 타석에 설 수 있었다. 2022년까지 내셔널 리그 투수들은 여전히 직접 타격을 해야 했지만, 대부분 형편없는 타자였다. 2017년 투수들의 평균 타율은 .124로 리그 평균인 .255보다 훨씬 낮았다.
2021년 오타니 쇼헤이가 등장하기 전까지는 베이브 루스(1918년과 1919년)가 같은 시즌에 타자로서 100이닝을 던지고 200타석에 선 마지막 선수였다. (불릿 로건은 당시 메이저 리그로 인정받지 못했던 니그로 리그에서 1921년부터 1927년까지 매년 같은 기록을 달성했다.) 대학 야구에서는 투타 겸업 선수가 여전히 흔하며, 시즌 최고의 투타 겸업 선수에게 존 올러루드 상이 수여된다. 하지만 메이저 리그에서는 투수나 타자 중 한 가지에 더 능숙한 선수가 더 많으며, 두 가지를 모두 소화할 기회가 주어지는 경우는 드물다.
2020 시즌부터 "투타 겸업 선수"는 MLB 로스터에 공식 분류되었다. 선수는 현재 시즌이나 직전 시즌에 다음과 같은 통계적 이정표를 달성하면 자격을 얻는다.
야구 선수 또는 지명타자로 최소 20경기에 출장하고, 20경기 중 매 경기 최소 3타석 이상 출전
자격을 얻으면 현재 시즌의 남은 기간과 다음 시즌 전체 기간 동안 투타 겸업 선수 자격을 유지한다. 투웨이 선수는 2020년에 도입된 팀의 활동 로스터에 투수 13명(9월 1일 이후 정규 시즌 경기는 14명) 제한에 포함되지 않으며, 2020년에 도입된 야수 투구 제한에도 해당되지 않는다.
2020년 메이저 리그 베이스볼 시즌의 경우, 2018년 또는 2019년 통계를 사용하여 투웨이 선수 자격을 얻을 수 있었다. 이를 통해 LA 에인절스는 토미 존 수술 후 회복 중이던 2019년에 투구하지 않았던 오타니 쇼헤이를 2020년 투웨이 선수로 분류할 수 있었다.

## 같이 보기
- 올라운더
- 유틸리티 플레이어